# Бубнов, Виктор Иванович
Виктор Иванович Бубнов (12 июля 1924, Николаевка, Пензенская губерния — 16 июля 1991, Саранск) — участник Великой Отечественной войны; слесарь Саранского электролампового завода, Герой Социалистического Труда (1971).

## Биография
Родился в 1924 году в деревне Николаевка. Окончив 7 классов, с июля 1942 года работал учеником слесаря.
С августа 1942 года — в рядах РККА; служил радиотелеграфистом в 13-й гвардейской воздушно-десантной бригаде, преобразованной в 300-й гвардейский стрелковый полк (99-я гвардейская стрелковая дивизия). С июня 1944 года воевал на Карельском и 3-м Украинском фронтах. В 1945—1947 годы служил в Приморском крае; демобилизован в июне 1947 года.
Окончив вечернюю школу и курсы бухгалтеров, с сентября 1947 года работал бухгалтером Саранского районного отдела кинофикации, с августа 1948 по 1952 год — экономистом, старшим экономистом Министерства сельского хозяйства Мордовской АССР. В июне 1953 года окончил курсы на Львовском электроламповом заводе, с октября 1953 работал настройщиком на Саратовском заводе приёмно-усилительных ламп.
С февраля 1956 года — настройщик, слесарь-наладчик Саранского электролампового завода Министерства электротехнической промышленности СССР. Указом Президиума Верховного Совета СССР от 20 апреля 1971 года удостоен звания Героя Социалистического Труда.
Был избран депутатом (от Мордовской АССР) Верховного Совета РСФСР 7-го созыва (1967—1971), делегатом XXV съезда КПСС (1971).
В августе 1989 года вышел на пенсию. Умер в Саранске в 1991 году.

## Награды
- две медали «За отвагу» (7.4.1945; 17.4.1945)[5]
- орден Трудового Красного Знамени (8.8.1966)[3]
- звание Героя Социалистического Труда с вручением ордена Ленина (№ 394415) и золотой медали «Серп и Молот» (№ 13260; 20 апреля 1971)[3]
- орден Отечественной войны II степени (11.3.1985)[3]